# Leonhard Ragaz

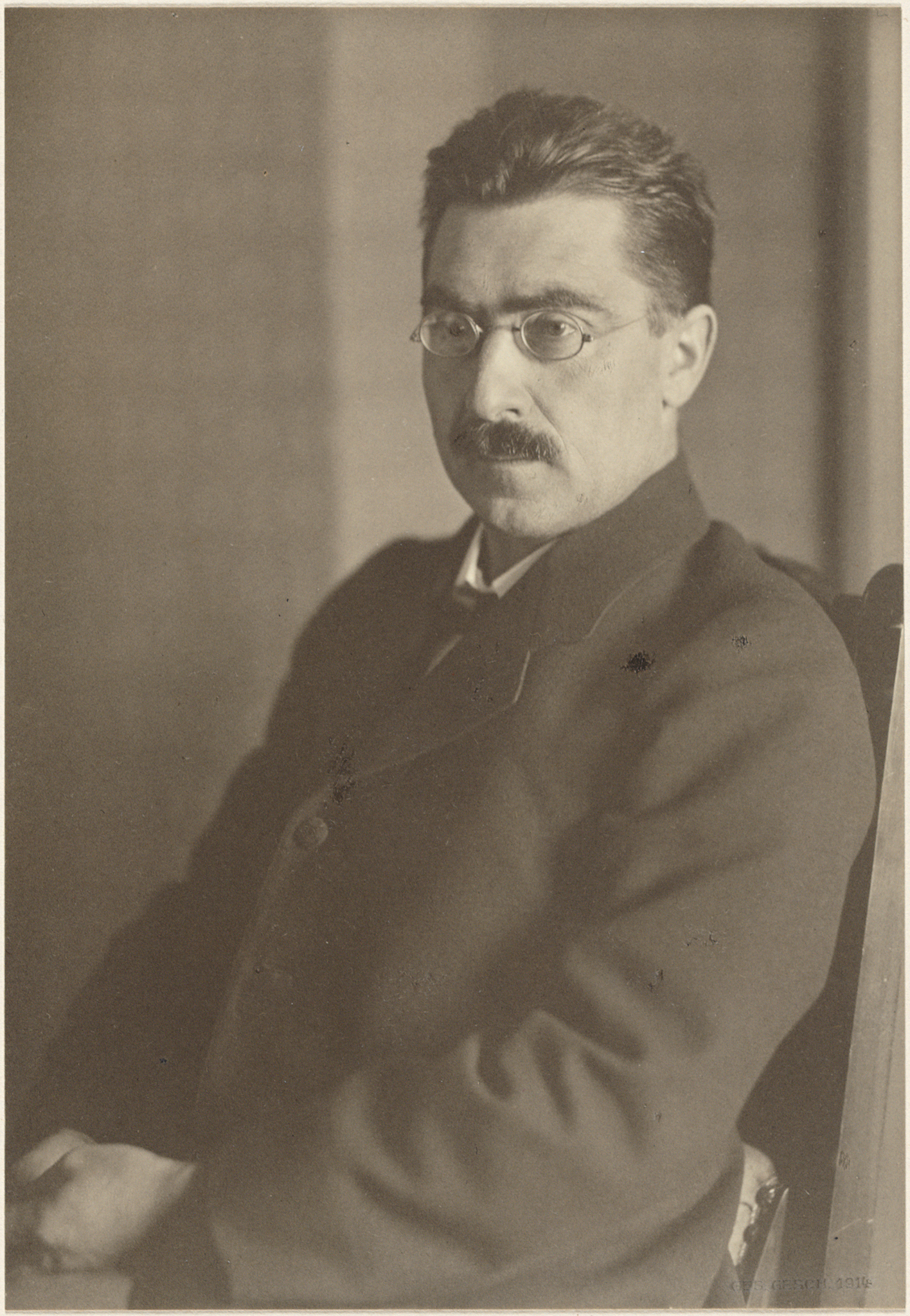
Leonhard Ragaz (1914)

Leonhard Ragaz (* 28. Juli 1868 in Tamins; † 6. Dezember 1945 in Zürich) war ein evangelisch-reformierter Theologe, Pfarrer, Professor für Systematische und Praktische Theologie an der Theologischen Fakultät der Universität Zürich und Mitbegründer der religiös-sozialen Bewegung in der Schweiz. Er war verheiratet mit der Frauenrechtlerin und Friedensaktivistin Clara Ragaz-Nadig.

## Leben
Leonhard Ragaz wuchs als Sohn einer Kleinbauernfamilie in der bündnerischen Gemeinde Tamins auf. Nach seinem Theologiestudium in Basel, Jena und Berlin wurde er 1890 Pfarrer in Flerden am Heinzenberg. In seiner Studienzeit trat er dem Schweizerischen Zofingerverein bei. 1893 übernahm er eine Stelle als Sprach- und Religionslehrer in Chur und wurde dort 1895 zum Stadtpfarrer gewählt, 1902 wechselte er als zweiter Pfarrer an das Basler Münster. Hier entstand sein erstes Buch, der ethische Entwurf Du sollst!
In Basel vollzog sich, u. a. durch Lektüre der Werke von Hermann Kutter, die für sein weiteres Leben entscheidende Annäherung an die Arbeiterbewegung. Als 1903 die Bauarbeiter in einen Streik traten, sagte Ragaz in seiner berühmten Maurerstreikpredigt auf der Münsterkanzel: «Wenn das offizielle Christentum kalt und verständnislos dem Werden einer neuen Welt zuschauen wollte, die doch aus dem Herzen des Evangeliums hervorgegangen ist, dann wäre das Salz der Erde faul geworden!» Seit 1906 sammelten Kutter und er Gleichgesinnte zu jährlichen religiös-sozialen Konferenzen. Dazu gab Ragaz ab 1906 mit Benedikt Hartmann (1873–1955) und Rudolf Liechtenhan (1875–1947) die Zeitschrift Neue Wege. Blätter für die religiöse Arbeit heraus.
1908 folgte der Ruf an die Theologische Fakultät der Universität Zürich als Professor für Systematische und Praktische Theologie. Hier trat er 1913 der Sozialdemokratischen Partei der Schweiz bei. Im Ersten Weltkrieg durch den europaweit ausbrechenden Nationalismus erschüttert, setzte er sich für die internationale Zusammenarbeit der Sozialdemokratie ein und half, die Zimmerwalder Konferenz 1915 vorzubereiten. Während des Schweizer Generalstreiks 1918 stand Ragaz auf der Seite der Arbeiter. Als die Soldaten mit ihren Stahlhelmen und aufgepflanzten Bajonetten die Universität bewachten, erhob er Protest: Diese Stätte müsse nur deshalb geschützt werden, weil sie dem Volk Steine statt Brot gegeben habe.
Im Alter von 53 Jahren trat Ragaz von seinem Lehrstuhl zurück, da es ihm unmöglich geworden sei, Pfarrer für eine verbürgerlichte Kirche auszubilden. Er zog mit seiner Familie ins Arbeiterquartier Zürich-Aussersihl und widmete sich dort bis zu seinem Tod 1945 der Arbeiterbildung und der von ihm mitbegründeten Zeitschrift Neue Wege, vor allem aber dem Einsatz für den Weltfrieden im Internationalen Versöhnungsbund. 1935 trat er aus der Sozialdemokratischen Partei aus, als diese auf dem Luzerner Parteitag den Antimilitarismus aufgab.

## Inhalte und Würdigung

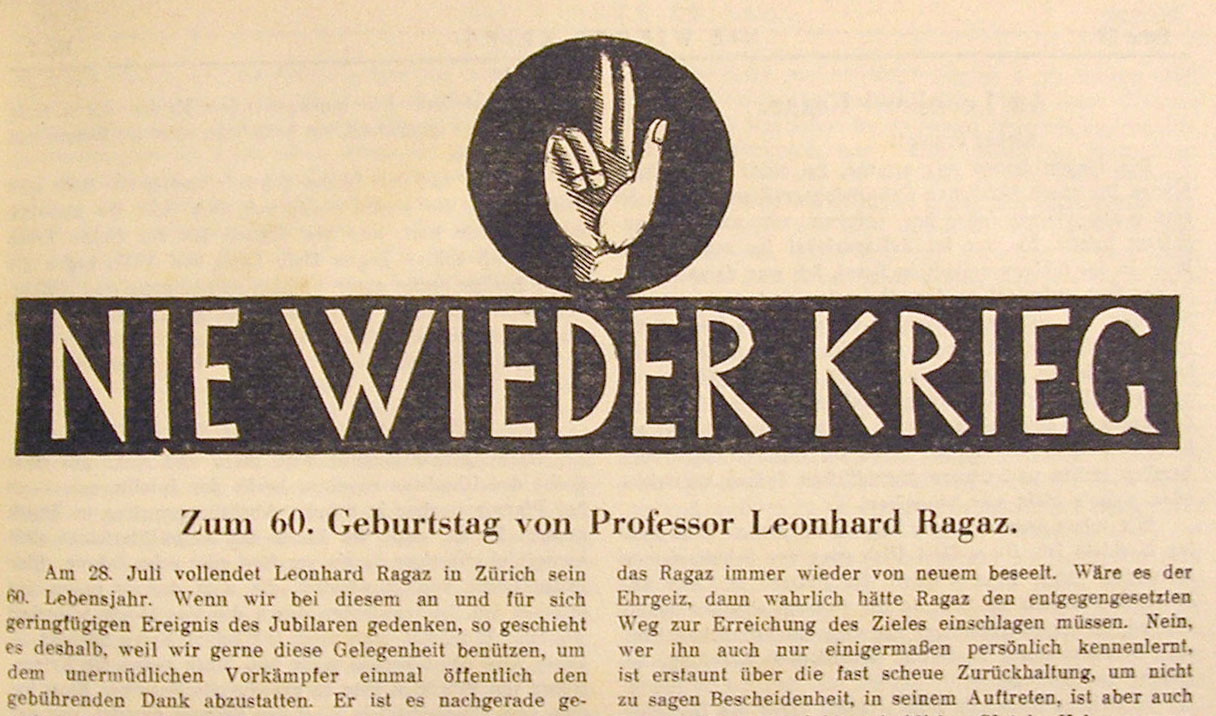
Zum 60. Geburtstag von Professor Leonhard Ragaz, Zürich 1928

Leitbegriff für Ragaz’ Ethik war das Reich Gottes. Es sei zwar «nicht von dieser Welt» (Johannes 18,36), aber eine Verheissung für diese Welt. Wir Menschen seien aufgerufen, ihm den Weg zu bereiten. Ragaz schreibt dazu in seinem Bibelwerk: «Schon das Kommen des Reiches ist auch Sache des Menschen. Es ist gerüstet, es wird angeboten, aber es kommt nicht, wenn nicht Menschen da sind, die darauf warten, die darum bitten, die für sein Kommen arbeiten, kämpfen, leiden.»
Die Gerechtigkeit des Reiches Gottes heisst für Ragaz in Anlehnung an die Urgemeinde «Genossenschaftlichkeit». Aus Wirtschaftsuntertanen sollen Wirtschaftsbürger werden. Der Genossenschaftssozialismus ist denn auch die Alternative nicht nur zur Alleinherrschaft des Kapitals, sondern auch zur Alleinherrschaft einer Partei. Ragaz vertritt sogar die Losung: «Möglichst wenig Staat! In allem möglichst viel freie Selbstregulierung des Lebens.» Dahinter steht keine neoliberale Ideologie, sondern die Forderung nach genossenschaftlich verfassten und kooperierenden Betrieben und Unternehmungen.
Seine These von der Verwirklichung des Reiches Gottes durch den Sozialismus hielt er einmal in den folgenden Worten fest: «Wir bekennen uns zu einem religiösen Sozialismus, das heißt zu einem Sozialismus, der in der Botschaft vom Reiche Gottes, in der Gotteskindschaft und Bruderschaft, der gegenseitigen Verantwortlichkeit (namentlich der Stärkeren für die Schwächeren), der Absage an den Mammonismus, dem Glauben an den lebendigen Gott und Christus und sein gekommenes und kommendes Reich begründet und verwurzelt ist.» Und weiter: «Das Gottesreich Jesu Christi […] schließt unter anderem den tiefsten und völligsten Sozialismus ein, der sich denken läßt. Diesen Punkt vertreten wir fest gegen jeden Widerspruch. Gegen ihn wird auch am meisten Widerspruch erhoben.»
Gleichzeitig warnte Ragaz vor den aus seiner Sicht falschen Strömungen, die sich unter dem Decknamen des Sozialismus gebildet hatten. So distanzierte er sich beispielsweise vom Marxismus: «Wir schicken voraus, daß wir nie Marxisten gewesen sind» und erläuterte: «Den Marxismus haben wir […] mit steigender Wucht bekämpft, namentlich alles, was darin an Gewaltglauben vorhanden ist, aber auch seine ganze falsche Weltanschauung und Lebensauffassung.» Doch gleichzeitig verkannte er nicht die Bedeutsamkeit des Marxismus als solchen und konnte sich auch nicht mit der allgemeinen Abneigung des Marxismus anfreunden: «Aber wenn wir auf diese Weise den Marxismus ablehnen, so sind wir doch weit davon entfernt, es in dem Sinne zu tun, wie das heute üblich ist. Diese heutige Bekämpfung beruht meistens auf einer völligen Unwissenheit darüber, was überhaupt Marxismus ist, und auf einer im höchsten Grade ungerechten Verkennung der Wahrheit und Größe, die in ihm liegt. Es ist doch einfach Tatsache, daß dieser vielgeschmähte Marxismus unsere Welt aufgerüttelt hat wie nichts sonst.» Negativ sah Ragaz am Marxismus vor allem, dass er nach seiner Ansicht ein Auswuchs desselben Systems war, welches auch den preussischen Staatsabsolutismus und Militarismus hervorgebracht hat: «Für alle diese Systeme ist charakteristisch, daß sie das individuelle Gewissen, welches sich gegen die Gesellschaft auflehnt, geringschätzen. […] Es sind autoritäre Systeme, die folgerichtig zum Zentralismus und Imperialismus neigen und die Gewalt als Mittel zur Durchsetzung ihrer Ziele unbedenklich anwenden. Diese Denkweise bildet auch die Seele des Marxismus.» Den Leninismus sah er als eine einseitige Steigerung marxistischer Gedanken und hatte bereits 1919 vor Lenin gewarnt: «Sein Sozialismus ist durch und durch Militarismus, ganz und gar auf Kampf und Gewalt eingestellt, ohne jede menschliche Milde und Weite. Er ist der größte Vertreter des Haß-Sozialismus. Darum ist er aber nicht der Führer in eine neue Welt, als den viele Verblendete ihn verehren, sondern der Weg zu einer neuen Katastrophe.»
Die Entartungen der sozialistischen Bewegungen sah Ragaz in einem mangelnden Glauben an den Geist, wovon auch die Sozialdemokratie nicht ausgenommen war; denn «der ganze Materialismus, auf den die Sozialdemokratie ihr System des Sozialismus errichtet hatte, und der seinen ursprünglich tieferen Sinn immer mehr verlor, war eben nicht geeignet, geistigen Glauben und geistige Ideale zu tragen. Darum ist die ganze Verderbnis und Katastrophe, in die wir geraten sind, nur ein Beweis dafür, daß etwas in den Grundlagen der bisherigen Sozialdemokratie falsch war.»
Doch trotz allen seinem Empfinden zuwiderlaufenden Strömungen, die sich auf den Sozialismus beriefen, erkannte Ragaz in diesen doch eine historische Notwendigkeit: «Der Stoß des Sozialismus hat eine an einer falschen Kultur verfaulende Welt gewaltig aufgerüttelt. Er hat vergessene Wahrheit des Reiches Gottes wieder in Erinnerung gebracht: daß der Mensch gelten solle und nicht das Geld; daß wir füreinander verantwortlich sind; daß das politische und wirtschaftliche Leben nicht der Vergewaltigung und Ausbeutung unterworfen sein, sondern eine gegenseitige Hilfe werden sollen. […] Er bedeutet gegenüber dem Egoismus und Atomismus der kapitalistischen Gesellschaft eine Reaktion des Gemeinschaftssinns und der Gemeinschaftsordnung.» Mit entschlossener Überzeugung verteidigte er daher auch seine These vom wahren Sozialismus: «Und wenn alle vorhandenen sozialistischen Programme falsch wären und alle sozialistischen Parteien zusammenbrächen, wir würden nun, da wir diese Wahrheit einmal geschaut haben, trotzdem und erst recht im Namen Gottes und Jesu Christi den Sozialismus verkündigen.»
Nicht weniger als dem Sozialismus gilt Ragaz’ Arbeit dem Frieden. Der Antimilitarismus ist die Konsequenz «der Ehrfurcht vor der Würde und Heiligkeit des Menschen und des Glaubens an ein Reich der Gerechtigkeit und Menschlichkeit, zu dem der Friede gehört». Ragaz richtete an seine Genossen die Worte: «Wenn der Kapitalismus sich mit der Gewalt verbindet, so entspricht dies seinem Wesen, aber wenn der Sozialismus es tut, so ist es Abfall von sich selbst; es ist Untreue, und Untreue ist Selbstauflösung. Sozialistischer Mörtel, der mit Gewalt angerührt wird, hält schlecht.»
Das Bibelwerk von Ragaz wird auch als Pioniertat auf dem Weg zu einer ökologischen Theologie eingeschätzt: «Wer an die Auferstehung Christi recht glaubt, der glaubt überhaupt an die Auferstehung der ganzen Schöpfung…, auch an die Auferstehung der Natur.» Die Natur erhält hier «ihren Eigenwert und ihr Eigenrecht». Die Menschen sollen mit ihr partnerschaftlich umgehen und sie nicht ausbeuten oder gar zerstören. Destruktiv ist eine Technik, die nicht dem Menschen dient, sondern der Profitmaximierung. Ragaz kritisiert denn auch am Kapitalismus, ihm sei «keine Landschaft zu schön, als dass er sie nicht durch die Technik entstellte, kein Bergtal mit seiner Geschichte zu heilig, als dass er es nicht in einem Stausee ertränkte, wenn das dem Profite dient oder zu dienen scheint».
Der Untergang des «real existierenden Sozialismus» habe den von Ragaz vertretenen Sozialismus nicht widerlegt. Dieser warte unabgegolten auf seine Stunde als ein religiöser Sozialismus, der aus der Spiritualität des Reiches Gottes hervorgehe. Oder wie Ragaz sagt: «Es muss mehr als Sozialismus geben, damit Sozialismus sein kann.»
Wie kaum ein anderer Theologe des 20. Jahrhunderts hat Leonhard Ragaz mit der Bibel in der Hand um den Sinn der welthistorischen Ereignisse gerungen. Mitten im Zweiten Weltkrieg schrieb er sein bedeutendstes Werk Die Bibel – eine Deutung. In einer Zeit grösster Anfechtung schöpfte Ragaz aus der Schrift Trost und Hoffnung: Der Triumph der Naziherrschaft konnte nicht von Dauer sein. «Gott duldet solche Grössen nicht.» Noch heute sind diese sieben Bände von der Urgeschichte bis Johannes unvermindert aktuell. Ihr zentrales Thema ist die «Botschaft vom Reich Gottes und seiner Gerechtigkeit für die Erde». An diesem Massstab nahm Ragaz Partei für die Opfer von Ungerechtigkeit und Gewalt, aber auch schon für die gefährdete Schöpfung. Zu den Schülern von Ragaz zählt der Heidelberger evangelische Theologe und Diakoniewissenschaftler Theodor Strohm.

## Werke (Auswahl)
- Du sollst. Grundzüge einer sittlichen Weltanschauung. Waetzel, Freiburg im Breisgau 1904.
- Dein Reich komme. Predigten. Helbing & Lichtenhahn, Basel 1909.
- Religionsphilosophie. 2 Bände. Zürich 1909.
- Die neue Schweiz. Ein Programm für Schweizer und solche, die es werden wollen.
- Weltreich, Religion und Gottesherrschaft. 2 Bände. Rotapfel, Zürich/Leipzig 1922.
- Der Kampf um das Reich Gottes in Blumhardt, Vater und Sohn – und weiter! Rotapfel, Zürich/Leipzig 1922.
- Von Christus zu Marx – von Marx zu Christus. Ein Beitrag. Harder, Wernigerode 1929.
- Das Reich und die Nachfolge. Andachten. Herbert Lang, Bern 1937.
- Gedanken. Aus vierzig Jahren geistigen Kampfes. Ausgewählt von Freunden. Herbert Lang, Bern 1938.
- Die Botschaft vom Reiche Gottes. Ein Katechismus für Erwachsene. Herbert Lang, Bern 1942.
- Die Gleichnisse Jesu. Herbert Lang, Bern 1944.
- Die Bergpredigt Jesu. Herbert Lang, Bern 1945.
- Die Geschichte der Sache Christi. Ein Versuch. Herbert Lang, Bern 1945.
- Die Bibel. Eine Deutung. 7 Bände. Diana, Zürich 1947–1950.
- Mein Weg. Eine Autobiographie. 2 Bände. Diana, Zürich 1952.
- Eingriffe ins Zeitgeschehen. Reich Gottes und Politik. Texte von 1900 bis 1945. Hrsg. v. Ruedi Brassel und Willy Spieler. Exodus, Luzern 1995, ISBN 978-3-905575-56-9.
- Leonhard Ragaz in seinen Briefen. Hrsg. v. Christine Ragaz et al., EVZ (Band 1) bzw. TVZ:
  - Band 1: 1887–1914. Zürich 1966, ISBN 978-3-290-11187-8.
  - Band 2: 1914–1932. Zürich 1982, ISBN 978-3-290-11469-5.
  - Band 3: 1933–1945. Zürich 1992, ISBN 978-3-290-10869-4.